# Synendotendipes impar
Synendotendipes impar är en tvåvingeart som först beskrevs av Walker 1856.  Synendotendipes impar ingår i släktet Synendotendipes, och familjen fjädermyggor. Arten är reproducerande i Sverige.